# Hilde Gjermundshaug Pedersen
Hilde Gjermundshaug Pedersen, född 8 november 1964 i Brumunddal, är en norsk längdskidåkare och skidorienterare. 
Hilde Gjermundshaug Pedersen vann guld i stafett och silver på 10 km individuellt vid juniorvärldsmästarskapen  i Trondheim i Norge år 1984.
Hon debuterade i världscupen i längdskidåkning 1984. Efter några års satsning lade hon dock ned längdåkningen och övergick helt till att tävla i skidorientering. Inom denna idrott tog hon sju individuella guld i norska mästerskapen, och hon vann även världscupen i skidorientering 1997. Samma år återvände hon till längdåkningen, där hon kom att få några mycket framgångsrika år med flera internationella mästerskapsmedaljer.
Gjermundshaug Pedersen är den äldsta som vunnit ett världscuplopp på damsidan, vilket hon gjorde vid 41 års ålder i Otepää i Estland den 7 januari 2006. Samma år blev hon den hittills äldsta kvinnliga medaljvinnaren vid de olympiska vinterspelen med ett brons på 
10 km, klassisk stil, i Turin.
Hon vann damklassen i Birkebeinerrennet år 2006, 2008 och 2009 och damklassen i Marcialonga år 2007 och 2009. År 2008 och 2009 vann hon Skejtvasans damklass.